# Helicia odorata
Helicia odorata är en tvåhjärtbladig växtart som beskrevs av Friedrich Ludwig Diels. Helicia odorata ingår i släktet Helicia och familjen Proteaceae. Inga underarter finns listade i Catalogue of Life.